# Dawny budynek szkoły we Fromborku
Dawny budynek szkoły we Fromborku – zabytkowy budynek, znajdujący się we Fromborku, przy ulicy Elbląskiej 11, nieopodal bazy obozowej Związku Harcerstwa Polskiego. 

## Historia
Został wybudowany w 1920 (lub 1926) na potrzeby niemieckiej szkoły podstawowej, dla 200 starszych dzieci (drugi budynek dla młodszych dzieci znajdował się przy ul. Szkolnej). Po II wojnie światowej, od roku szkolnego 1947/1948, uruchomiono w nim polską szkołę podstawową. 
Budynek był remontowany na przełomie 1959 i 1960. W związku z przepełnieniem szkoły, w której pod koniec lat 60. uczyło się ponad 400 uczniów, Wojewódzka Rada Narodowa w Olsztynie, w uchwale z 24 czerwca 1966 o rozwoju i aktywizacji Fromborka w latach 1966–1973, zobowiązała kuratorium oświaty do wybudowania w mieście nowej szkoły. W 1972 działalność dydaktyczną przeniesiono do nowego budynku przy ul. Katedralnej 9. Dotychczasowy budynek, zgodnie z decyzją władz, zaadaptowano na szkolne schronisko młodzieżowe, które funkcjonowało w tej lokalizacji jeszcze w latach 90. XX wieku (następnie przeniesiono je do budynku domu dziecka przy ul. Braniewskiej 11).
28 kwietnia 1982 obiekt został wpisany do rejestru zabytków pod numerem 58/82.
Obecnie (2020) budynek jest opuszczony i nieużytkowany.